# 韋斯特恩格羅夫 (阿肯色州)
韋斯特恩格羅夫（英語：Western Grove）是一個位於美國阿肯色州牛頓縣的城鎮。

## 地理
韋斯特恩格羅夫的座標為36°06′03″N 92°57′23″W / 36.10083°N 92.95639°W，而該地的平均海拔高度為327米（即1073英尺）。

## 人口
根據2020年美國人口普查的數據，韋斯特恩格羅夫的面積為2.79平方千米，皆為陸地。當地共有人口354人，而人口密度為每平方千米126人。